# Ahrenkiel-Gruppe
Die Ahrenkiel-Gruppe ist ein 1950 gegründetes Schifffahrtsunternehmen mit Sitz in Hamburg.

## Unternehmen
Die Hauptgeschäftsfelder der Ahrenkiel-Gruppe waren Schiffseigner und Reederei sowie Logistik und Finanzierung. Rund 200 Mitarbeiter waren an den Standorten Hamburg und Bern sowie weiteren Büros auf Zypern und in Asien beschäftigt. Hinzu kamen 1500 Seeleute auf den Schiffen der Flotte. Das Unternehmen betreibt Befrachtung, Besatzungs- und technisches Schiffsmanagement für eigene Schiffe und im Auftrag Dritter. Ahrenkiel betreibt die Emission von Schiffs- und Immobilienbeteiligungen und übernimmt Bauaufsichten bei Schiffsneubauten. Die Logistikabteilung bearbeitet Chemikalien- und Holztransporte.
Im Mai 2011 umfasste die Ahrenkiel-Flotte 49 Schiffe mit einer Gesamttragfähigkeit von gut 1,7 Millionen Tonnen und bestand aus über 25 Containerschiffen, sechs Chemikalien-, acht Produkten-, einem Öl- sowie einem Gastanker und acht Massengutfrachtern. Das Durchschnittsalter der Schiffe lag unter acht Jahren. Im März 2014 verfügte die Reederei noch über 26 Schiffe.

## Geschichte
1950 gründete Christian Friedrich Ahrenkiel in Hamburg die gleichnamige Reederei „Christian F. Ahrenkiel“ und kaufte den damals 21 Jahre alten Dampfer Alpha. Bald darauf arbeitete die Reederei mit der Mamemic Line zusammen und beteiligte sich an der Hamburg-Chicago-Linie. Der erste Ahrenkiel-Neubau war das 1955 bei der Lübecker Flender-Werft gebaute 5200-Tonnen-Stückgutschiff Esperanza. Im Jahr 1961 begann die Reederei mit einem Massengutfrachter mit herausnehmbaren Hängedecks den Autotransport über See. Die beiden Neubauten Rhein Express und Main Express waren 1971 der Startpunkt in der Containerschifffahrt. Im gleichen Jahr wurde die Tankreederei „Ahrenkiel GmbH“ gegründet und der erste Chemikalientanker unter Ahrenkiel-Management in Fahrt gebracht. Nach der Eröffnung des Büros auf Zypern im Jahr 1974 begann die Reederei 1977 erstmals Kühlschiffe zu betreiben. Im Jahr 1982 wurde mit dem Ahrenkiel Liner Service ein Liniendienst zwischen Japan, Asien und Südafrika aufgenommen, der 1992 um die New Zealand Orient Line (NZOL) erweitert wurde. Diese fusionierte 1999 mit der Tasman Asia zur Tasman Orient Line; an letzterer hielt Ahrenkiel bis März 2009 Anteile. Christian F. Ahrenkiel starb 1993, worauf sein Sohn Christian J. Ahrenkiel die Führung des Unternehmens übernahm, das er seit 1997 als alleiniger Inhaber und Vorsitzender leitet.
Das Unternehmen begann 2001 den Geschäftsbereich der Schiffsfinanzierung und die Emission von Schiffsbeteiligungen mit Gründung des ‚Fondshaus Hamburg‘ und der ‚Fondshaus Treuhand‘, von der es sich im Oktober 2015 trennte. Die Unternehmensgruppe gründete 2006 die Christian J. Ahrenkiel & Co. Holding und die Ahrenkiel Consulting Services in Bern, von der aus unter anderem Teile der Flotte bereedert werden. Im Jahr darauf folgte die Gründung der Suisse Outremer Ahrenkiel & Co., die Operation und technisches Management eines Teils der Flotte übernahm.
Im Zuge der 2008 einsetzenden Schifffahrtskrise geriet das Unternehmen in eine starke finanzielle Schieflage und stand im August 2013 zum Verkauf. Zum 1. April 2014 übernahm die MPC-Gruppe Ahrenkiel zusammen mit der Reederei Thien & Heyenga mit Sitz in Hamburg. Der Betrieb der beiden übernommenen Unternehmen wird gemeinsam unter dem neuen Namen Ahrenkiel Steamship zusammengeführt.
Am 21. Juli 2020 übernahm Wilh. Wilhelmsen einen 50-prozentigen Anteil an Ahrenkiel Steamship.